# Atlas Varsenare
Atlas Varsenare is een Belgische krachtbalclub uit Varsenare die bij de dames tienmaal kampioen werd.

## Geschiedenis

### Dames
Atlas Varsenare werd in 1979 op vraag van de Krachtbalfederatie opgericht door Herwig Decoene. Aanvankelijk werd met een pupillen- en miniemenploeg gestart. In 1981-82 werden ze voor het eerst kampioen met de dames jeugd. Het jaar nadien speelden de cadetten meisjes al mee in de enige en hoogste damesreeks. In het seizoen 1984-85 werd de eerste landstitel veroverd. In 1991 werd al de zesde landstitel veroverd. Daarna ging het door het stoppen van enkele sterspeelsters bergaf. Meer dan twintig jaar later werd in het seizoen 2011-12 een zevende landstitel behaald, het seizoen daarna de achtste en in 2013-2014 de negende. Ook in 2014/2015 werden ze kampioen.
Atlas Varsenare veroverde zes maal de Beker van Vlaanderen.

### Heren
Na enkele jaren werd bij Atlas Varsenare ook een herenploeg opgericht. In het seizoen 1993-94 werd een eerste titel veroverd in vierde Nationale (destijds derde Klasse). In het seizoen 2011-12 werd het team kampioen in derde Nationale en promoveerde het naar de tweede Nationale. In het seizoen 2013-14 werd het team vicekampioen in de Tweede nationale en promoveerde het voor het eerst naar de Eerste nationale. Na echter één seizoen degradeerde men terug naar Tweede.

## Info
Atlas Varsenare heeft stamnummer 87.
Atlas Varsenare speelde eerst op het gemeentelijk sportterrein in Varsenare. In 1994 verhuisde de ploeg naar het sportcentrum Hof van Straeten, waar toen twee krachtbalvelden werden aangelegd.

## Palmares
- Dames
  - Landskampioen: 1985, 1986, 1987, 1988, 1989, 1991, 2012, 2013, 2014 en 2015
  - Bekerwinnaar: 1985, 1986, 1987, 1988 2013 en 2014

## Speler/speelster van het jaar
Dames
- 1986: Ellen Vandenbroecke
- 1987: Mieke Deconinck